# Tinea coronata
Tinea coronata är en fjärilsart som beskrevs av Edward Meyrick 1911. Tinea coronata ingår i släktet Tinea och familjen äkta malar.
Artens utbredningsområde är Seychellerna. Inga underarter finns listade i Catalogue of Life.